# Пејџ (Аризона)
Пејџ (енгл. Page) град је у америчкој савезној држави Аризона. По попису становништва из 2010. у њему је живело 7.247 становника.

## Демографија
Према попису становништва из 2010. у граду је живело 7.247 становника, што је 438 (6,4%) становника више него 2000. године.
| Група             | 2000.         | 2010.         |
| Белци             | 4.450 (65,4%) | 3.915 (54,0%) |
| Афроамериканци    | 27 (0,4%)     | 24 (0,3%)     |
| Азијати           | 46 (0,7%)     | 67 (0,9%)     |
| Хиспаноамериканци | 320 (4,7%)    | 526 (7,3%)    |
| Укупно            | 6.809         | 7.247         |